# Passage à tabac
Pour plus de détails, voir Fiche technique et Distribution.
Passage à tabac (titre original : Murder Ahoy) est un film britannique en noir et blanc, réalisé par George Pollock, sorti en 1964. 
Le film met en scène le personnage de Miss Marple créé par Agatha Christie dans une histoire originale.
Margaret Rutherford reprend le rôle de Miss Marple pour la quatrième et dernière fois après Le Train de 16 h 50 (1962), Meurtre au galop (1963) et Lady détective entre en scène (1964).

## Synopsis
Miss Marple fait partie du conseil d'administration d'un navire-école de la Royal Navy. Après la mort d'un de ses membres, l'inspecteur menant l'enquête conclut à une crise cardiaque. Mais la vieille demoiselle ne croit pas à cette conclusion et mène sa propre enquête à partir du tabac à priser du mort...

## Fiche technique
- Titre original : Murder Ahoy
- Titre français : Passage à tabac
- Réalisation : George Pollock
- Scénario : David Pursall et Jack Seddon, d'après le personnage créé par Agatha Christie
- Direction artistique : Bill Andrews
- Photographie : Desmond Dickinson
- Montage : Ernest Walter
- Musique : Ron Goodwin
- Production : Lawrence P. Bachmann
- Production associé : Ben Arbeid
- Société de production : MGM British Studios
- Société de distribution : Metro Goldwyn Mayer
- Pays d'origine : Royaume-Uni
- Langue : anglais
- Format : Noir et blanc — 35 mm — 1.66:1 — son mono (Westrex Recording System)
- Genre : Comédie policière
- Durée : 93 minutes
- Dates de sortie :
  - Royaume-Uni : 19 juillet 1964
  - États-Unis : 22 septembre 1964
  - France : 24 février 1965

## Distribution
- Margaret Rutherford (VF : Marie Francey) : Miss Marple
- Lionel Jeffries : Capitaine Rhumstone
- Charles 'Bud' Tingwell : Inspecteur chef Craddock
- William Mervyn : Commandant Breeze-Connington
- Joan Benham : Infirmière Alice Fanbraid
- Stringer Davis : M. Stringer
- Nicholas Parsons : Dr. Crump
- Miles Malleson : Évêque Faulkner
- Henry Oscar : Lord Rudkin
- Derek Nimmo : Sous-lieutenant Humbert
- Gerald Cross : Capitaine de corvette Dimchurch
- Norma Foster : Infirmière assistante Shirley Boston
- Terence Edmond : Sergent Bacon
- Francis Matthews : Lieutenant Compton
- Lucy Griffiths : Millie

## Autour du film
- L'histoire narrée dans ce film n'est pas tirée d'un livre d'Agatha Christie, le personnage de Miss Marple fonctionnait tellement bien qu'il fût mis sur pied cette histoire un peu abracadabrante, avec en place le personnage principal de Jane Marple.
Agatha Christie est très en colère, considérant que son « droit moral » d'auteur est bafoué[1]!
- En plus de Miss Marple (Margaret Rutherford), on retrouve les personnages de Jim Stringer (Stringer Davis) et l'Inspecteur Craddock (Charles 'Bud' Tingwell).
- Margaret Rutherford reprend le rôle de Miss Marple pour la quatrième et dernière fois après Le Train de 16 h 50 (1962), Meurtre au galop (1963) et Lady détective entre en scène (1964).